# 루마니아 축구 연맹
루마니아 축구 연맹(루마니아어: Federația Română de Fotbal, FRF)은 루마니아의 축구를 총괄하는 경기 운영 단체이다.
국제 축구 연맹(FIFA)과 유럽 축구 연맹(UEFA)에 가입돼 있다.